# Дунайська рівнина (Болгарія)
Дунайська рівнина (болг. Дунавска равнина) — рівнина в північній Болгарії.
Дунайська рівнина знаходиться між південним берегом Дунаю в нижній течії і ланцюгом Балканських гір, а також між долиною річки Тимок на заході та узбережжям Чорного моря в східному напрямку. Площа району становить 31,5 тисяч квадратних кілометрів.
Клімат Дунайської рівнини помірний, як правило, континентальний, зі слабким впливом вітрів з Чорного моря в східній частині. Середньорічна кількість опадів коливається від 450 до 650 мм.
Серед великих міст регіону: Варна, Русе, Плевен, Добрич, Шумен, Велико-Тирново, Враца, Видин, Монтана, Сілістра, Тирговиште та Разград.
Рівнина з тим же ім'ям є також у південній частині Словаччини.

## Галерея

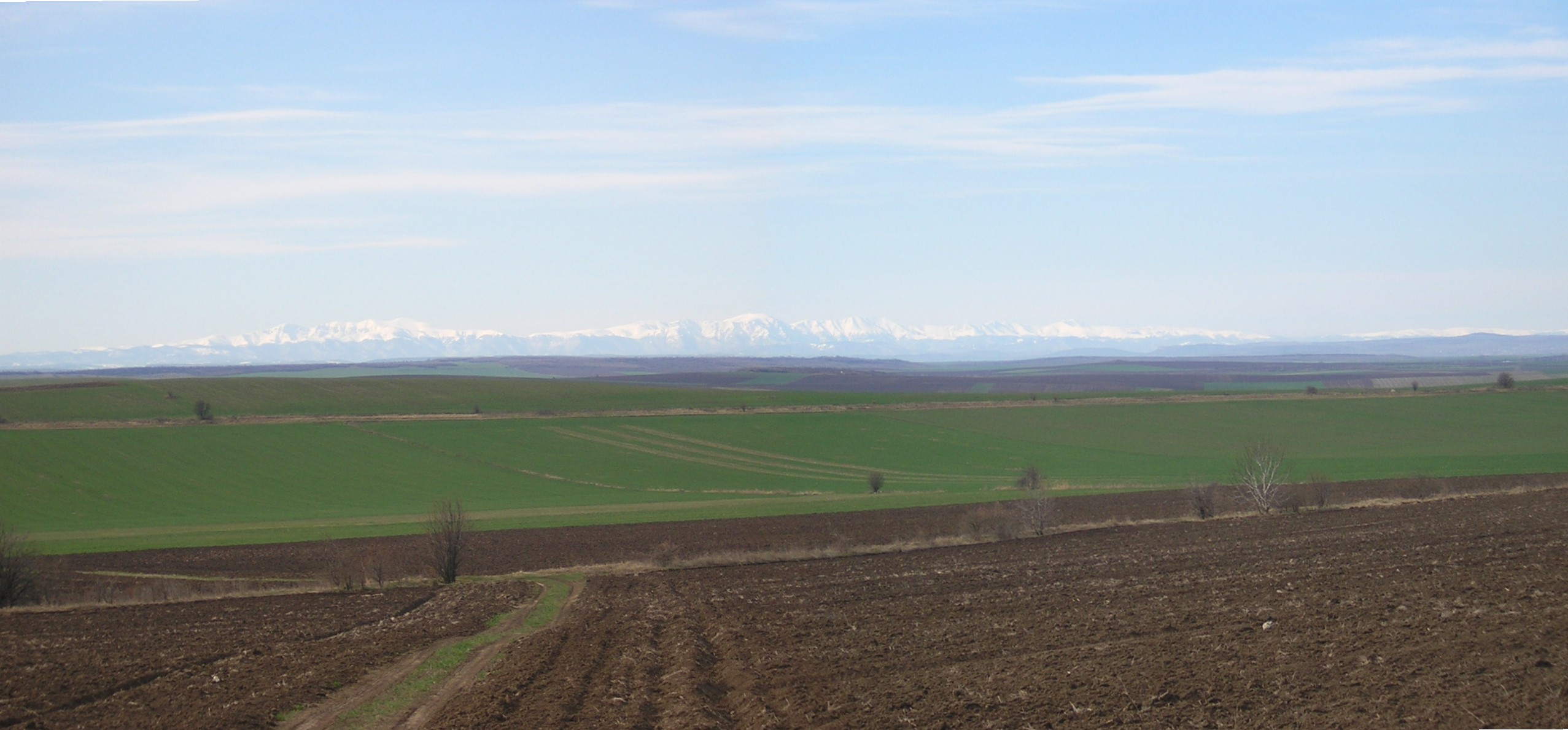
Вид через Дунайську рівнину у напрямку до центральної частини Балканських гір, що за 90 км
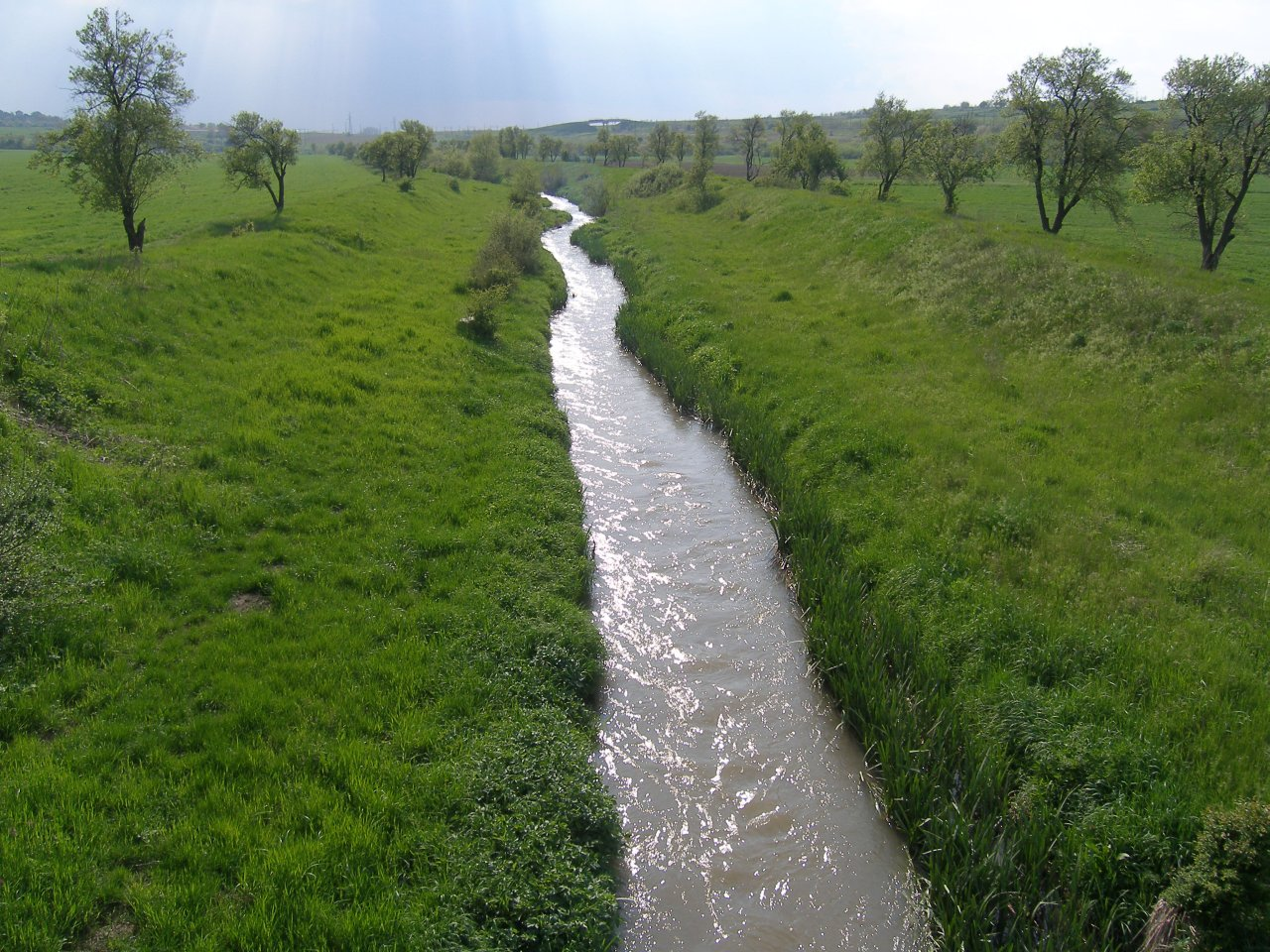
Провадійська річка на сході Дунайської рівнини
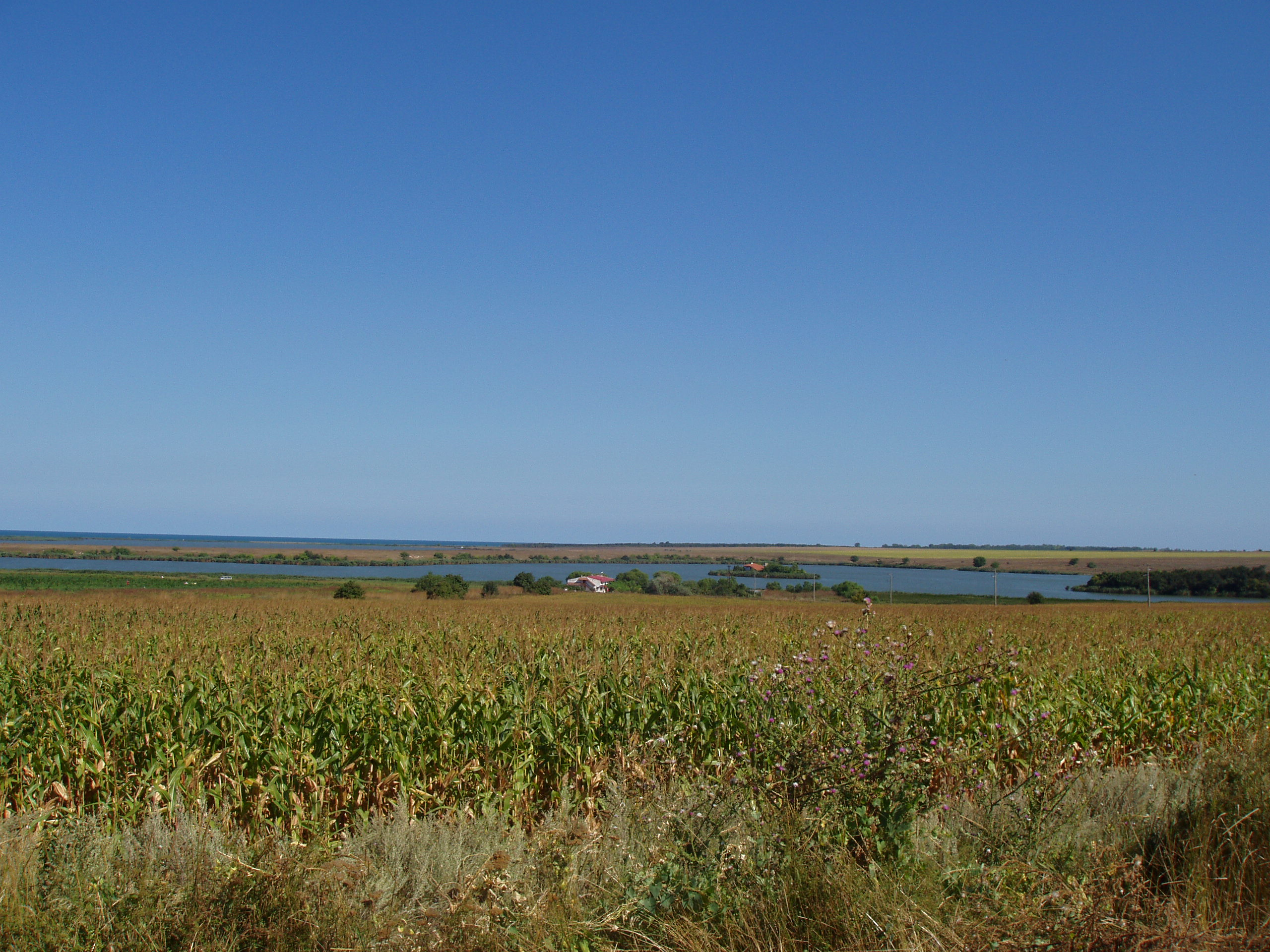
Озеро Дуранкулашкое у Добруджі